# Aequinoctium
Aequinoctium era un forte romano alare quingenario che faceva parte della catena di postazioni militari presenti lungo il limes danubiano nel settore pannonico. Si trova nei pressi della cittadina di Fischamend della Bassa Austria, a pochi chilometri ad est di Vienna. Accanto al forte romano c'erano poi alcune torri di guardia in località Fischamend, Fischamend, Maria Ellend e Regelsbrunn.

## Forte
A causa della mancanza di adeguato materiale archeologico (in particolare iscrizioni latine), oltre al fatto che il forte fino ad oggi non è stato ancora localizzato, le informazioni che si possono trarre sono ancora in fase di revisione. Il forte si trovava non molto distante dalla fortezza legionaria di Vindobona, come risulta da alcune tegulae della legio X Gemina che qui potrebbe avervi sostato con sue vexillationes. Gli archeologi Jeno Fitz e János Szilágyi erano del parere che in Aequinoctium non vi fossero posizionate truppe ausiliarie. Tuttavia Fitz, avendo scoperto un diploma militare a Brigetio (datato al 133 d.C.), credette che nel forte in questione fossero posizionati ausiliari della ala I Thracum Victrix, come forse lo erano anche nella vicina Ala Nova. In tarda antichità sembra che qui vi stazionarono, come menziona la stessa Notitia Dignitatum, unità di cavalleria degli equites Dalmatae.